# Kang Youwei
Kang Youwei, kitajsko: 康有为, kitajski filozof, kaligraf, novinar, reformist in intelektualec *19. marec 1858, Foshan, Guandong, Dinastija Čing, †31. marec 1927, Čingdao, Šandong, Republika Kitajska.
Znan je po vodenju gibanja Gongche Shangshu, sodelovanju v izvedbi Reforme stotih dni in po svoji knjigi Datong Shu. Z reformami vladnih inštitucij in preoblikovanjem konfucijanstva je želel modernizirati Kitajsko, preprečiti še nadaljnje podrejanje zahodnim silam in nadomestiti vraževerna prepričanja, ki so bila široko razširjena v tistem času.

## Življenje
Kang se je rodil 19. marca 1858 v mestu Foshan province Guandong v fevdalni družini. Njegove intelektualne darove je stric prepoznal že v otroštvu, zato ga je družina z namenom priprave na imperialne uradniške izpite (keju) kot mladega poslala na študij konfucijanske literature. Vendar pa je bil kot najstnik nezadovoljen s takratnim šolskim sistemom, še posebej zaradi njegovega poudarka na osmeronoge eseje (baguwen).
Za sprostitev je med študijem izvajal budistično meditacijo, kar je bila precej nenavadna prostočasna aktivnost za kitajskega učenjaka tistega časa. Med neko meditacijo je imel vizijo, ki je postala glavna tema njegovih življenjskih intelektualnih prizadevanj. Verjel je, da je mogoče prebrati vse knjige in »postati modrec«, zato se je podal v kvazimesijansko prizadevanje za rešitev človeštva.
Leta 1879 je obiskal Hongkong, kjer je prvič prišel v stik z zahodno kulturo. Leta 1882 je v Pekingu opravil imperialni izpit, na poti domov pa je iz Šanghaja prinesel mnogo zahodnih knjig ter z njihovo pomočjo začel razvijati svojo ideologijo in ideje za reforme. Nanje je prav tako močno vplival protestantizem. Močno je verjel v koncept ustavne monarhije in je želel državo preoblikovati po zgledu Meidži Japonske, zaradi česar so ga nekateri intelektualni krogi imeli za heretika. Leta 1883 je ustanovil Društvo proti vezavi stopal.
Po Kitajskem porazu v Prvi kitajsko-japonski vojni leta 1895 je v znak protesta proti sporazumu v Shimonosekiju ustanovil gibanje Gongche Shangshu. To gibanje velja za znak pojava reformistov in začetek množičnih političnih gibanj na Kitajskem. Skupaj z drugimi vodilnimi ustanovitelji gibanja je podpisal peticijo cesarju Guangxuju, v kateri so ga prosili, naj Kitajska razveljavi sporazum v Shimonosekiju, modernizira oborožene sile, začne izvajati politične reforme, nadaljuje z vojno proti Japonski in prestavi glavno mesto v Šjan.
Poleg tega je istega leta ustanovil Društvo za preučevanje narodne krepitve (Qiangxue hui), prvo politično organizacijo, ki so jo ustanovili reformisti. Preko nje je spoznal generalnega guvernerja Zhanga Zhidonga in z njegovo finančno podporo januarja 1896 izdal časopis Društva za preučevanje nacionalne krepitve (Qiangxue bao). Istega meseca je bilo društvo razpuščeno in časopis je moral prenehati izhajati.
Leta 1898 je sodeloval v izvedbi Reforme stotih dni, katere cilj je bila modernizacija Kitajske. Reforme naj bi uvedle radikalne spremembe v kitajski vladi, a je cesarica vdova Ciši nato izvedla državni udar, ki je reforme končal. Poleg tega je dala cesarja Guangxuja v hišni pripor ter ukazala aretacijo in usmrtitev Kanga. Kang je pobegnil iz države in organiziral Društvo za zaščito cesarja dinastije Čing (Baohuang Hui), ki je, predvsem v skupnostih kitajske diaspore, zagovarjala cesarja Guangxuja ter odstranitev Ciši. Vojaško vejo tega društva je vodil general Homer Lea, Kang pa je potoval in širil svoje ideje. Za denarna sredstva in privržence je tekmoval s Sunom Jatsenom, ki je vodil konkurenčna društva Hsing Chung Hui in Tongmenghui.
Leta 1912 je po koncu Sinhajske revolucije in abdikaciji cesarice Dowager Longyu dinastija Čing propadla, ustanovljena pa je bila republika pod vodstvom Suna Jatsena. Kang je še zmeraj zagovarjal ustavno monarhijo in je leta 1917 skušal izvesti državni udar. 1. julija istega leta pa je general Zhang Xun neodvisno od Kanga okupiral Peking in razglasil restavracijo monarhije, kar pa se je zaradi nizke podpore ljudstva za obnovitev cesarstva izkazalo za veliko napako. Poleg tega pa je zaradi strahu, da restavracijo general izkorišča, da bi sam prišel na oblast, Kang zbežal, že 12. julija pa so ponovno uvedli republiko.
Umrl je 31. marca 1927, star 69 let, v mestu Čingdao v provinci Šandong.

## Delo

### Datong Shu
Njegovo najbolj znano delo je knjiga Datong Shu (ali Knjiga veličastne enotnosti). Knjigo je pisal okoli 20 let, v celoti pa je bila objavljena šele po njegovi smrti. Po izidu je močno vplivala na kitajsko družbo. Med drugim je Kanga zaradi nekaterih delov knjige občudoval tudi Mao Cetung. V njej Kang Youwei piše o datongu, konfucijanskem konceptu utopične vizije sveta, v katerem vladata harmonija in mir med vsemi in vsem. Svetovno zgodovino v knjigi razdeli na 3 dele: čas nereda, čas reda in čas veličastnega miru.
- Čas nereda je prva, najbolj kaotična in najnižja stopnja v razvoju človeštva,
- čas reda je vmesna stopnja,
- čas veličastnega miru pa zadnja stopnja, v kateri se uresniči datong in dosežena je utopija.

#### Utopija časa veličastnega miru
Kang Youwei v knjigi opiše svojo vizijo o prihajajoči utopiji. Predstavi združen svet, vladan z neposredno demokracijo, razdeljen na samoupravljane administrativne enote kvadratne oblike.
V tej utopiji naj bi obstala le ena, bela rasa, temnopolti pa bi bili sistematično iztrebljeni z uporabo evgenike. Poleg tega, da bi vsi ljudje bili enake rase, naj bili tudi enakega izgleda, enako inteligentni in iste višine.
V času velikega miru zaradi neposredne demokracije ne bo potrebe po voditeljih. Prav tako ne bo več družine, ki bo nadomeščena z vladnimi inštitucijami, ki bodo skrbele za odraščanje otrok. Ženske bodo moškim enakopravne, za kar meni, da je nujno potrebna odprava porok, ki jih bodo nadomestile enoletne pogodbe med partnerjema. Zapiše, da bodo odpravljeni tudi privatna lastnina, družbeni razredi, monarhija in kapitalizem.

#### Odzivi in kritika knjige
Datong Shu je še danes zelo kontroverzna knjiga, ker obstaja veliko različnih interpretacij napisanega.
Z začetkom gibanja 4. Maja se je vpliv konfucijanstva na kitajskem začel manjšati, veliko ljudi, še posebej intelektualcev in študentov, pa je začelo zagovarjati oddaljevanje od starih konfucijanskih vrednot ter modernizacijo kitajske kulture. Prav tako kitajska družba po propadu dinastije Čing ni bila več naklonjena monarhični družbeni ureditvi. Večina intelektualcev je zato zavrnila ideje knjige, ker so bile videne kot zastarele. Zaradi nasprotujočih si idej v knjigi in absurdnosti nekaterih trditev so nekateri celo mislili, da je Datong Shu le zelo zapletena šala.
Ker je zapisal, da ne bo več privatne lastnine, družbenih razredov in kapitalizma ga imajo nekateri za protokomunista.

### Kaligrafija
Kang Youwei se je ukvarjal tudi s kitajsko kaligrafijo. Pismenke je pisal v kurzivnem slogu in je eden izmed glavnih predstavnikov tega tipa kitajske kaligrafije.

### Druga pomembnejša dela
- Reformacija cesarja Meidžija (日本明治變政考)
- Reformacija Petra Velikega (俄大彼得变政记)
- Razprava o ponarejenih klasikah obdobja dinastije Xin (新学伪经考)
- O Konfuciju kot reformistu (孔子改制考)

## Otok
Potem ko je oblast prevzela cesarica vdova Ciši je bil prisiljen pobegniti iz domovine. Leta 1904 je prišel na Švedsko in v Stockholmu kupil manjši otok, ki je zdaj poimenovan po njem.

## Omembe v slovenski literaturi
Kang Youwei se v slovenski literaturi omenja le zelo bežno, na primer v delih Jane S. Rošker Kriza kot nevarnost in upanje: etika pandemij, razcvet avtokracij in sanje o avtonomiji v transkulturni perspektivi  in Porast rasizmov med pandemijo COVID-19 in ontologija rase: medkulturna primerjava evropske in kitajske tradicije ter v delu Maje Milčinske Mali Slovar Azijskih Filozofij.